# Microsoft Flight Simulator X
Microsoft Flight Simulator X (detto anche FSX o FS10) costituisce il decimo capitolo della serie Microsoft Flight Simulator. Il gioco è venduto in 4 edizioni: Standard, Professional, Gold e Steam. La versione Professional (chiamata anche Deluxe all'estero), rispetto a quella Standard, comprende molte più cose, tra queste spiccano 6 nuovi aerei, più missioni e il ruolo di controllore del traffico aereo nelle sessioni in rete. La Gold, invece, comprende tutti gli oggetti presenti nell'edizione Professional e nell'estensione Microsoft Flight Simulator X Acceleration. Il 18 dicembre 2014 Flight Simulator X esce anche su Steam grazie a Dovetail Games, con il nome Microsoft Flight Simulator X: Steam Edition.

## Modalità di gioco
Il gameplay di Microsoft Flight Simulator X non si discosta molto dagli altri titoli della serie, questo, infatti, propone un livello di volo abbastanza simulativo. Durante il volo, infatti, non sarà raro imbattersi in correnti d'aria che deviano il moto dell'aeromobile oppure subire effetti di precessione. Tuttavia il realismo del volo può essere regolato a piacimento tramite l'apposito menu che permette all'utente di settare vari parametri tra i quali il rilevamento delle collisioni e dei danni oppure il controllo manuale o automatico del timone.
Nel gioco si possono inoltre programmare o attivare guasti all'aeromobile, tra questi si possono citare, per esempio, i guasti al carrello d'atterraggio o alla pompa del carburante.
Un'altra possibilità che il gioco offre è quella di poter modificare a piacimento il carburante e il carico dell'aeromobile, anche se questo influirà sulla manovrabilità dello stesso e nel caso del carburante costringerà l'utente anche a tenere sott'occhio la quantità di quest'ultimo durante i suoi voli.
In ogni volo si potrà parlare con la torre di controllo tramite una finestra ATC che ci consentirà di selezionare varie opzioni di risposta.

### Visuale di gioco
Il gioco presenta molte visuali di gioco intercambiabili tramite uno o più tasti o tramite un apposito menu a tendina. Come nei titoli precedenti vi sono quattro visuali principali che possono essere cambiate in sequenza con il tasto "S" (di default) della tastiera, le visuali principali sono:
- Pannello di controllo 2D (Selezionabile di default col tasto F10)
- Pannello di controllo 3D (Selezionabile di default col tasto F9)
- Vista dalla torre di controllo
- Vista dall'esterno (Selezionabile di default col tasto F11)

La visuale si può, però, personalizzare in base alle esigenze dell'utente modificando, ad esempio, l'altezza della stessa oppure ruotando la telecamera nella direzione voluta.

### Volo libero
La modalità di volo libero permette all'utente di creare un volo personalizzato potendo scegliere la data, l'ora, il luogo di partenza e il luogo d'arrivo (potendo, quindi, creare un piano di volo VFR o IFR) le condizioni atmosferiche e l'aeromobile, nonché includere anche guasti o modificare il carburante e il carico dello stesso. Il meteo può essere selezionato tra le varie opzioni oppure personalizzato a piacimento, il quale può variare da regione a regione o scaricando i dati meteo reali con la possibilità di aggiornarli ogni 15 minuti o lasciarli statici.

### Missioni
Il gioco, oltre alla possibilità di svolgere voli liberi, offre anche quella di poter eseguire missioni con obbiettivi prefissati. Le missioni sono più di 30 nella versione Standard, mentre superano le 50 in quella Professional. Le missioni vanno dalle esercitazioni, a quelle dove si dovrà effettuare un atterraggio d'emergenza, a quelle riguardanti gare e molte altre le quali presentano dialoghi in cabina col co-pilota preregistrati. Durante la missione, se l'opzione è attivata, si possono apportare delle modifiche alla stessa le quali possono comprendere una modifica delle condizioni meteo, del luogo e molto altro, ma così facendo, dopo il completamento di quest'ultima non si otterrà alcuna ricompensa.

### Centro di addestramento
Pur non essendo una vera e propria modalità di gioco, il centro di addestramento permette all'utente di acquisire nozioni sul gioco le quali possono toccare vari campi come, ad esempio, la configurazione grafica, le visuali oppure informazioni riguardanti gli aeromobili. Nella sezione sono, inoltre, presenti alcune lezioni di volo tenute dall'istruttore Rod Machado con tanto di appunti da studiare che consentono all'utente di imparare le nozioni base del volo.

### Sessioni Online
Si può volare con altri piloti utilizzando una VPN o network di chat online. In entrambi si può far carriera superando esami. Numerose VA (Compagnie Virtuali) permettono di svolgere il lavoro di un pilota di linea. In molte di queste si può volare online utilizzando i networks già descritti.

## Accoglienza
Solo negli Stati Uniti, Microsoft Flight Simulator X aveva venduto 1 milione di copie alla fine del 2008. Il gioco ha ricevuto recensioni generalmente favorevoli. Su Metacritic, il gioco detiene 80/100 sulla base di 28 critici, indicando così "recensioni generalmente favorevoli". Su GameRankings detiene l'80%, sulla base di 28 recensioni.